# Fontain
Fontain község (település) Franciaország Burgundia-Franche-Comté régiójában, Doubs megyében. 2019. január 1-jén hozzácsatolták Arguel korábbi községet, így új község státuszt kapott.
Lakosainak száma 1200 fő (2022. január 1.). Fontain Besançon, Montrond-le-Château, Morre, La Vèze, Beure, Les Monts-Ronds és Pugey községekkel határos.

## Népesség
A település népességének változása:
| Lakosok száma | 1301 | 1276 | 1251 | 1226 | 1211 | 1200 |
|               | 2017 | 2018 | 2019 | 2020 | 2021 | 2022 |